# Cosecha roja
Cosecha roja (Red Harvest) es la primera novela del autor estadounidense Dashiell Hammett. La obra completa fue publicada por Alfred A. Knopf Inc. el 1 de febrero de 1929.
Antes de su publicación íntegra, ya había visto la luz en la revista Black Mask, en cuatro entregas mensuales: 
"The Cleansing of Poisonville" (noviembre de 1927),
"Crime Wanted - Male or Female" (diciembre),
"Dynamite" (enero de 1928) y
"The 19th Murder" (febrero).
La revista Time la incluyó en la lista de las 100 mejores novelas en inglés desde 1923.
La obra está inspirada en una ficticia ciudad minera del estado de Montana llamada Personville y rebautizada despectivamente por el narrador y protagonista, el agente de la Continental, como Poisonville, que significa Ciudad-Veneno y que fue el primer título de la obra.

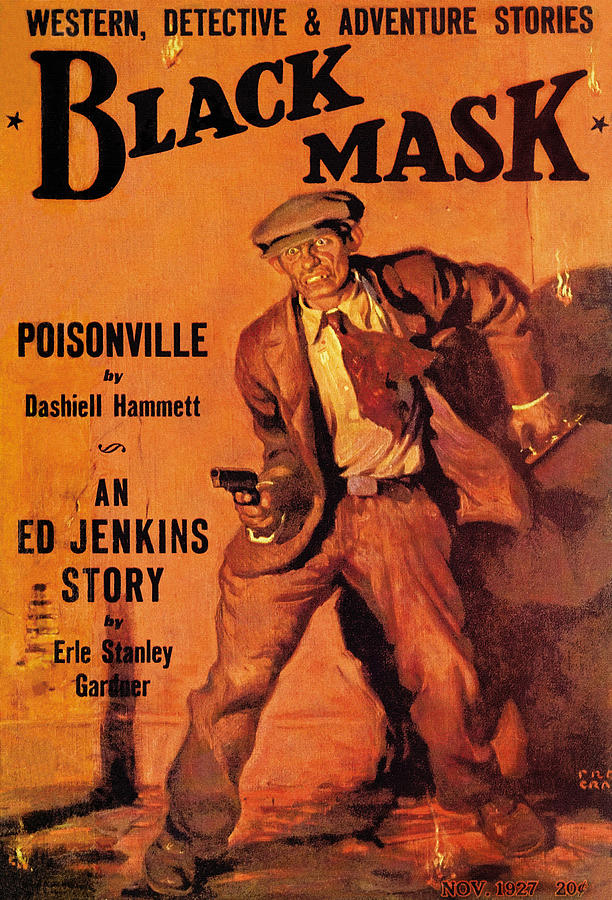
Portada de Black Mask de noviembre de 1927, donde aparece la primera entrega de la obra, titulada "Poisonville"

Estilísticamente, con sus frases breves y sus diálogos en los que los personajes intercambian continuos latigazos y con sus impactantes escenas de tiroteos, emboscadas, persecuciones, etcétera, Cosecha roja supuso uno de los primeros ejemplos del encuentro de los relatos de detectives y el lenguaje cinematográfico. Además, Hammett rompe con la tradición del detective que resuelve los casos a través de la lógica y la deducción, tipo Auguste Dupin o Sherlock Holmes, y presenta a un personaje típico de las novelas hard boiled, un tipo que, aunque posee un extraordinario don de la observación, resuelve los casos pateando las calles en busca de información y manipulando las cosas a su antojo.

## Argumento
El director responsable de los dos periódicos de la ciudad minera de Personville, hijo del magnate fundador de la ciudad, se pone en contacto con un detective de San Francisco para que acuda en su ayuda, pero cuando éste llega a la ciudad el periodista es asesinado. Investigando el crimen averigua que cuatro matones, con la complicidad del magnate, dominan la ciudad. El millonario,  por su vida y por su posición en la ciudad, contrata al detective que iba a ayudar a su hijo, para «limpiar» Personville. Cuando se descubre que su hijo fue asesinado por celos, y no por los matones pretende que el detective deje la investigación, pero el agente no dará marcha atrás y conseguirá enfrentar a los cuatro mafiosos para que se aniquilen entre sí.

## Personajes
El agente de la Continental
Definido por el personaje de Dinah Brand como «un tipo gordo, cuarentón, que no se casa con nadie y testarudo», este personaje sin nombre será el que más relatos de Hammett protagonizará, ya que además de en Cosecha roja aparece en la novela La maldición de los Dain, así como en otros 27 relatos de menor extensión. Sus defectos físicos los salva gracias a su gran astucia, su rapidez mental y su aguda observación y, además, recorre incansablemente calles y garitos en busca de confidentes que le pongan sobre la pista correcta. Además, el sabueso se caracteriza por su facilidad de palabra y su facilidad a la hora de manipular los acontecimientos, que en el caso de Cosecha roja le cuesta la desconfianza de un compañero, una bronca del jefe y una acusación de homicidio.
Dinah Brand
La “mujer fatal” de la novela, con un largo historial de amantes a sus espaldas y una gran ansia de dinero. Desempeña un papel fundamental en el desarrollo de Cosecha roja porque motiva el primero de los asesinatos, que se produce por celos, y porque da las claves para que el Agente de la Continental pueda enfrentar entre sí a los matones de Personville. El asesinato de esta mujer será uno de los más complicados de resolver para el agente, porque pasando la noche en casa de ella y estando borracho, a la mañana siguiente la encuentra muerta. El agente que no recuerda nada de lo que pasó aquella noche llega a sospechar de su propia culpabilidad.
Elihu Willsson
Fue el dueño único de la ciudad hasta que una huelga de los mineros le obliga a acudir a los matones, a los que da rienda suelta para resolver el conflicto y luego no puede echar. Después de que Yakima el Bajito intente matarle en su domicilio, Elihu Willsson contrata al Agente de la Continental para limpiar «los chanchullos y la corrupción de Personville». Aunque luego se arrepienta de este contrato, el detective no aceptará abandonar el caso y logrará hacerle entrar en razón chantajeándole con unas cartas de amor que el magnate escribió a Dinah Brand.
Noonan
El jefe de policía de Personville es uno de los cuatro matones que dominan la ciudad, y su estilo consiste en detener a quien conviene y en utilizar métodos poco pacíficos en los interrogatorios. El presunto asesinato de su hermano Tim por Max Thaler será la excusa utilizada por el detective para enfrentar a ambos, si bien el Agente de la Continental sabe que Thaler no fue el asesino.
Max Thaler
Apodado el Susurro, Max Thaler es otro de los matones. Controla el juego en la ciudad y padece la traición de su amante, Dinah Brand, que le revela, por error, como asesino del hermano del jefe de policía. Logra escapar de Noonan tras ser detenido, pero no de la rabia de Dan Rolff, enamorado de Dinah Brand, cuando le cree culpable de la muerte de ésta.
Pete el Finlandés
El mafioso que se encarga del contrabando de alcohol es quizá el más poderoso de los cuatro, pero su alianza con la policía no será suficiente frente a la unión de los hombres de Max Thaler y Reno Starkey. Durante el “encuentro de paz” celebrado en casa de Elihu Willsson para acabar con las muertes y enfrentamientos entre las bandas de los cuatro matones, es el único que hace un llamamiento a la calma.
Lew Yard
El matón que se encarga de autorizar los robos en la ciudad y dar salida a los botines es el primero de los cuatro en caer a consecuencia de la traición de uno de sus propios hombres.
Reno Starkey
Es uno de los hombres que trabajan para Lew Yard hasta que decide traicionarle y asesinarle para ocupar supuesto, algo para lo que también termina con la vida de Jerry, la mano derecha de Max Thaler. También será el encargado de poner fin a la vida de Pete el Finlandés y Max Thaler, además de la de Dinah Brand.
Peak Murry
Trabaja primero para Lew Yard y luego para Reno Starkey, y sus billares son un conocido lugar de reunión. Era, junto con Jerry, George Nelly y O’Brien, la coartada de Max Thaler para el asesinato de Tim Noonan, pero le traiciona cuando la policía le llama a declarar.
Bill Quint
El Agente de la Continental lo define como un “hombre de izquierdas”, y él asegura que él es el que manda sobre los mineros de Personville. Aparece sólo en los primeros capítulos de Cosecha roja, en los que cuenta al detective la situación de la ciudad y le habla sobre los mafiosos. Fue otro de los amantes de Dinah Brand.
Donald Willsson
El primer cadáver de Cosecha roja. Es el director de los dos periódicos de Personville, medios que utiliza para luchar contra la corrupción imperante en la ciudad. Donald Willsson pide que le envíen a un detective desde San Francisco al sospechar que se encuentra en apuros. Aunque en un principio parece que su asesinato se debe a un ajuste de cuentas, ya que acudió a comprar a casa de Dinah Brand papeles que comprometían a los mafiosos y a Elihu Willsson, luego se comprueba que fue un crimen pasional. Su mujer, que le siguió pensando que se iba a encontrar con una amante, contempla su asesinato, pero Max Thaler, que también ve cómo le matan, le aconseja que no diga nada para que no la incriminen.
Mickey Lineham, Dick Foley y el Viejo
Los dos primeros son compañeros del Agente de la Continental que acuden a Personville para echarle una mano. El primero permanecerá junto al protagonista hasta el final, pero Dick Foley le cree culpable de la muerte de Dinah Brand y se vuelve a San Francisco. En cuanto al Viejo, también apodado Poncio Pilatos, es el director de la agencia y sólo aparece en la narración mediante telegramas y alusiones.
Stanley Lewis y su hija Hanna Cornal Lewis
Son los secretarios de Elihu Willsson y Donald Willsson, respectivamente. La joven pone al Agente de la Continental sobre la pista de un cheque entregado por Donald a Dinah.
Los Albury
El primero de los Albury que aparece en la acción es un trabajador del banco y examante de Dinah Brand. Conocedor de que Donald Willsson ha extendido un cheque a nombre de Dinah, que abandonó al joven por su falta de solvencia económica, espera a que Willsson salga de su casa para dispararle. Además, cita en el lugar a la esposa del director de los periódicos y a Max Thaler, entonces amante de Dinah Brand, confiando en que sean ellos los que le maten al pensar que asistían a una cita amorosa.
También tiene importancia en la acción Helen Albury, hermana del anterior. Confiando en la inocencia del joven, alquila una casa frente a la de Dinah para espiar y demostrar la inocencia de su hermano. Debido a esto comprueba que el Agente de la Continental pasó la noche con Dinah Brand cuando ésta fue asesinada, información que pone primero en manos del abogado Charles Proctor Dawn y, después, de la policía.
Nick, el Grande
Agente de la policía que dispara contra el detective cuando éste se dispone a entrar en uno de los garitos de Max Thaler. Cae abatido por un tiro del Agente de la Continental.
Ike Bush/Al Kennedy
Boxeador sobornado por Max Thaler para que se deje ganar en un combate. Aprovechándose del pasado delictivo del deportista, revelado por Bob MacSwain, el Agente de la Continental, además de extender por la ciudad el soplo de que el combate estaba amañado por Thaler, amenaza a Ike con entregarle a la justicia y logra que Ike Bush gane el combate, frustrando los planes de Max Thaler. Además, el detective da la nueva información a Dinah Brand, que logra ganar una importante suma de dinero con las apuestas, ganándose así su confianza.
Dan Rolff
Hombre enfermo que vive con Dinah Brand, de quien está enamorado. Culpa a Max Thaler del asesinato de su amada y decide vengar su muerte.
Myrthe Jennison
Examante de Max Thaler, cree que Tim dijo antes de morir que éste le había matado, pero tiene miedo de su novio y decide dejar que se crea que fue un suicidio. Durante la acción de Cosecha roja se encuentra ingresada en el hospital, cerca de morir, y por eso no tiene inconveniente en firmar una declaración contra Thaler.
Bob MacSwain
Expolicía corrupto y verdadero asesino de Tim. Se aprovecha de un malentendido de Myrthe Jennison con las últimas palabras de Tim, para que no le descubran y la ayuda a hacer creer que se trató de un suicidio.
Tim Noonan
Hermano del jefe de policía. Asesinado por MacSwain. Sus últimas palabras indican que le ha matado Max. Él se refiere a MacSwain pero no puede acabar de pronunciar el nombre. Myrthe interpreta que se refiere a Max Thaler.
Jerry
Mano derecha de Max Thaler. Muere durante el atraco al banco a manos de Reno Starkey, que le utiliza para que se crea que el asalto es cosa de Thaler.
McGraw
Sustituto de Noonan en la jefatura de policía tras ser asesinado.
Ted Wright
Hombre de Max Thaler
Charles Proctor Dawn
Abogado de dudosa reputación que se encarga de la defensa de Albury, y al que éste rechaza. Sabe de la presencia del Agente de la Continental en la casa de Dinah Brand cuando ésta fue asesinada, por lo que se cita con el detective. Pero antes de celebrarse el encuentro es asesinado por Hank O’Marra. También es contratado por dos policías para sobornar a Elihu Willsson con las cartas de amor que escribió a Dinah Brand.
Hank O’Marra
Hombre a las órdenes de Reno Starkey.
Tommy Rubins
Periodista de la Prensa Consolidada. No aparece directamente en la narración, pero es utilizado por el detective para obligar a Elihu Willsson a ponerse en contacto con las autoridades y que solucionen la situación de la ciudad mediante la intervención de la guardia nacional. En caso de negarse, el agente le haría llegar las cartas de amor que escribió a Dinah Brand.
Agentes Shepp y Vanaman
Policías que registran la casa de Dinah Brand tras ser asesinada, ocasión que aprovechan para desvalijar la residencia. Además, encuentras las cartas de amor escritas por Elihu Willsson, con las que confían hacer un suculento negocio.

## Muertes
Como prueba de la violencia de Cosecha roja y de la complejidad de su trama, basta señalar que en la novela se narran hasta 26 muertes violentas, aunque el número de fallecidos en la historia es superior.
En el capítulo veinte, titulado “Láudano”, el Agente de la Continental, durante una conversación con Dinah Brand, hace un recuento de los asesinatos que hasta entonces ha habido, un total de dieciséis:

Esta ciudad se está apoderando de mí. Si no me voy pronto me voy a volver tan rudimentariamente sanguinario como los naturales. ¿Qué ha pasado? Docena y media de asesinatos desde que estoy aquí: Donald Willsson; Ike Bush; los cuatro italianinis y el agente de Cedar Hill; Jerry; Lew Yard; Jake el Holandés, Whalen el Negrito y Put Collings en Silver Arroz; Nick el Grandullón, que me cargué yo; el rubio que el Susurro mató aquí; Yakima el Bajito, el que entró en casa de Willsson; y ahora Noonan… Eso suma dieciséis en menos de una semana, y los que vendrán.

Efectivamente, los crímenes prosiguen, y apenas hay que esperar un capítulo para que aparezca el siguiente cadáver, el de Dinah Brand acuchillada con un picahielos, al que seguirán los cuerpos sin vida del abogado Charles Proctor Dawn, de Dan Rolff, Max Thaler y Reno Starkey.
A todas las anteriores quedan por añadir las muertes producidas en las masacres en el almacén de whiskey de Pete el Finlandés y en el asalto a la cárcel para liberar a Max Thaler. No se dice en ningún momento cuántas personas pierden la vida exactamente, pero durante la acción sí se narran las muertes de un vigía de la banda de Pete el Finlandés, de Hank O’Marra, de uno de los hombres de la banda de Reno, del propio Pete y, por último, de un hombre de la banda de Reno apodado el Gordo.

## Ediciones en castellano
- Cosecha roja. Dashiell Hammett, traducción de Fernando Calleja; Madrid: El País, 2004
- Cosecha roja, Dashiell Hammett; prólogo de Luis Cernuda; trad. Fernando Calleja;  Madrid,  Alianza Editorial, 2000[4]
- Cosecha roja; Un hombre llamado Spade. Dashiell Hammett; traducciones de Francisco Páez de la Cadena y Horacio González Trejo, respectivamente; Barcelona: RBA, D.L. 1994
- Cosecha roja. Dashiell Hammett; traducción de Francisco Páez de la Cadena; Madrid: Debate, 1992
- Cosecha roja, Dashiell Hammett, trad. Fernando Calleja, Barcelona: Planeta, 1985
- Cosecha roja, Dashiell Hammett, trad. Fernando Calleja; Madrid: Mundo Actual de Ediciones, 1981
- Cosecha roja [por] Dashiell Hammett; traducción de Fernando Calleja; Barcelona: Bruguera, 1978
- Obras selectas [por] Dashiell Hammet; traducción de J. Román... et al; Barcelona: Carroggio, imp. 1978
- Obras selectas; traducción de J. Román y otros. Barcelona: Carroggio, 1973
- Tres novelas policiacas. James M. Cain, Raymond Chandler, Dashiell Hammett; traducciones de Federico López Cruz, Josep Elias y Francisco Páez de la Cadena; prólogo de Carlos Fuentes. Barcelona: Círculo de Lectores, 2001